# Fado (álbum de Carminho)
Fado é o álbum de estreia da cantora e compositora portuguesa Carminho, lançado em 22 de maio de 2009 pela Parlophone.

## Lista de faixas
| N.º            | Título                      | Compositor(es)         | Duração |  |
| 1.             | "Escrevi Teu Nome no Vento" | Raul Ferrão            | 3:15    |  |
| 2.             | "A Bia da Mouraria"         | Carlos Nóbrega e Sousa | 2:15    |  |
| 3.             | "Meu Amor Marinheiro"       | Joaquim Pimentel       | 3:04    |  |
| 4.             | "Palavras Dadas"            | Joaquim Campos         | 1:45    |  |
| 5.             | "Espelho Quebrado"          | Alain Oulman           | 3:15    |  |
| 6.             | "Marcha de Alfama"          | Raul Ferrão            | 2:36    |  |
| 7.             | "O Tejo corre no Tejo"      | Fernando Tordo         | 2:38    |  |
| 8.             | "A Voz"                     | Armando Machado        | 3:45    |  |
| 9.             | "Voltar a Ser"              | João Monge             | 2:08    |  |
| 10.            | "Carta a Lisboa"            | Ricardo Rocha          | 2:33    |  |
| 11.            | "Carta a Leslie Burke"      | Diogo Clemente         | 2:41    |  |
| 12.            | "Uma Vida Noutra Vida"      | João do Carmo Noronha  | 2:08    |  |
| 13.            | "Nunca é Silêncio Vão"      | Pedro Rodrigues        | 2:23    |  |
| 14.            | "Senhora da Nazaré"         | João Nobre             | 2:42    |  |
| Duração total: | Duração total:              | Duração total:         | 36:59   |  |

## Paradas
| Paradas (2009)                     | Melhor posição |
| ---------------------------------- | -------------- |
| Parada de álbuns da Espanha (PME)  | 67             |
| Parada de álbuns de Portugal (AFP) | 2              |

## Histórico de lançamento
| País     | Data               | Formato          | Gravadora  | Ref.  |
| -------- | ------------------ | ---------------- | ---------- | ----- |
| Portugal | 22 de maio de 2009 | CD               | Parlophone | [ 2 ] |
| Portugal | 25 de maio de 2009 | Download digital | Parlophone | [ 3 ] |
| Mundial  | 12 de maio de 2009 | Download digital | Parlophone | [ 4 ] |